# Kiritanpo
Kiritanpo (きりたんぽ) là một món ăn Nhật Bản đặc biệt ở Akita. Cơm mới nấu được giã cho nhuyễn, sau đó được nặn thành hình trụ bọc xung quan que liễu sam, và nường trên một lò nướng mở.Sau đó nó có thể được phục vụ với miso ngọt hay nấu như sủi cảo với thịt và rau củ trong súp.